# Le Livre de Jérémie (film)
Pour les articles homonymes, voir Le Livre de Jérémie.
Pour plus de détails, voir Fiche technique et Distribution.
Le Livre de Jérémie (The Heart Is Deceitful Above All Things) est un film américain réalisé par Asia Argento en 2004.

## Synopsis
C'est l’histoire d’une enfance déchirée, vue par les yeux d’un petit garçon, Jérémie et de sa mère, Sarah, jeune femme impulsive, insatiable et perdue qui se prostitue pour des routiers sur des aires d’autoroute dans le Sud des États-Unis. On suit Jérémie ballotté entre ses parents adoptifs, ses grands-parents chrétiens fondamentalistes et une vie d’errance sur la route avec sa mère, au fil des aires d’autoroute, des motels miteux et des clubs de strip-tease fréquentés par des personnes louches, des prédateurs, des junkies et des criminels. Sans cesse soumis à des environnements nouveaux et dangereux, à une succession de pères minables et à la descente en enfer de sa mère dans la drogue, Jérémie est plongé malgré lui dans un combat désespéré pour survivre et grandir. Sa force et sa résistance face à l’adversité et au malheur deviennent le cœur de l’histoire. Et l’on voit que malgré tout ce qu’il subit, Jérémie réussit à conserver sa pureté et sa naïveté.

## Fiche technique
- Scénario : Asia Argento, JT LeRoy, Alessandro Magania
- Production : Jennifer Booth, Freddy Braidy, Lily Bright, Geoffrey Cox, Gianluca Curti, Larry Davis, Sam Englebardt, Chris Hanley, Molly Hassell, Al Hayes, Jade Healy, David Hillary, Ryan R. Johnson, Ara Katz, Alain de la Mata, D. Scott Lumpkin, Suzanne Lyons, Damon Martin, Timothy Wayne Peternel, Kevin Ragsdale, Kate Robbins, Chad Troutwine, Tricia van Klaveren, Brian Young pour Above All Things Inc.
- Sociétés de production et de distribution : Artist Film Inc., Metro Tartan Distribution Ltd., Minerva Picture Company Ltd., Wild Bunch (France), Departure Entertainment, Departure Studios, Muse Productions, Muse Productions, Pretty Dangerous Films
- Musique : Marco Castoldi, Billy Corgan, Kim Gordon sous le pseudo de Sonic Youth, Jim O'Rourke
- Directeur de la photographie : Eric Alan Edwards
- Durée : 93 min
- Pays d’origine : États-Unis, Royaume-Uni, France, Japon
- Langue : anglais
- Format : couleur, 16:9, Dolby Digital

## Distribution
- Asia Argento (VF : Barbara Kelsch)  : Sarah
- Jimmy Bennett : Jérémie jeune
- Kara Kemp : accompagnateur
- Brent Almond : policier
- David Dwyer : policier
- Kip Pardue : Luther
- Jeremy Renner : Emerson
- David Brian Alley : docteur
- Lydia Lunch : accompagnatrice
- Ornella Muti : grand-mère
- Dylan Sprouse : Jérémie plus âgé
- Cole Sprouse : Jérémie plus âgé
- Peter Fonda : grand-père
- John Robinson : Aaron
- Lindy Maguire : fillette
- Ben Foster : garçon
- Michael Pitt : Buddy
- Matt Schulze : Kenny
- Marilyn Manson : Jackson
- Jeremy Sisto : Chester
- David Davenport : Sheriff
- Winona Ryder : la psychologue

## Récompense
Nommé en 2006 au Ruban d'argent de l'Italian National Syndicate of Film Journalists pour Asia Argento comme Migliore Attrice Protagonista

## Autour du film
- Le chanteur Hasil Adkins (décédé un an plus tard) apparaît dans le rôle du joueur d'orgue de barbarie.
- Le film est dédié au chef opérateur français Jean-Yves Escoffier, décédé en 2003 d'une crise cardiaque.